# Cylindrosporium betulae
Cylindrosporium betulae är en svampart som beskrevs av Davis 1910. Cylindrosporium betulae ingår i släktet Cylindrosporium, ordningen disksvampar, klassen Leotiomycetes, divisionen sporsäcksvampar och riket svampar.   Inga underarter finns listade i Catalogue of Life.